# Johan Albert Kantzow (1759–1825)
Johan Albert Kantzow, född 10 april 1759 i Stockholm, död där 20 juni 1825, var en svensk friherre och diplomat.
Johan Albert Kantzow var son till grosshandlaren Johan Albert Kantzow. Efter att ha varit anställd hos fadern och vid det Hebbeska handelskontoret i Stockholm sökte han 1781 den välavlönade och eftertraktade posten som svensk agent i Lissabon. Kantzow fick platsen bland många medsökande 1782. På grund av förluster under revolutionsåren nödgades han inställa sina betalningar men fick kvarstå som agent efter särskild ansökan av handelssocieteten i Stockholm. Efter indragningen av svenska legationen i Lissabon blev Kantzow 1806 förordnad som Sveriges chargé d'affaires där. 1807 följde han det undan Napoleons trupper flyende hovet till Rio de Janeiro, där han verkade som chargé d'affaires och generalhandelsagent. Det blev Sveriges första diplomatiska anknytning i Amerika. Kantzow återkallades 1811 samt adlades och fick kansliråds titel 1812. Samma år blev han i samband med upprättandet av den första svenska beskickningen i USA utnämnd till svensk ministerresident där. Kantzow uppehöll sig på utresan nästan ett år i London bland annat för att förhandla om ett handelstraktat mellan Sverige och Portugal. Enligt sin instruktion skulle han även verka för en utjämning i förhållandet mellan Storbritannien och USA, vilket han inte lyckades med. I oktober 1813 notifierade han sin ankomst till dåvarande utrikesministern James Monroe. Kantzow, som utnämndes till kammarherre 1818, rappellerades 1819, blev samma år hovmarskalk och upphöjdes till friherrligt stånd 1821.